# Margattea importata
Margattea importata es una especie de cucaracha del género Margattea, familia Ectobiidae. Fue descrita científicamente por Bey-Bienko en 1964.
Habita en Costa de Marfil y Guinea.